# Night Songs
Albums de Cinderella
Long Cold Winter
(1988)
Singles
1. Shake Me
Sortie : août 1986
2. Nobody's Fool
Sortie : octobre 1986
3. Somebody Save Me
Sortie : 10 février 1987

Night Songs est le premier album du groupe de hard rock américain Cinderella. Il est sorti en 1986 avec Mercury Records en Amérique et Vertigo Records en Europe et a été produit par Andy Johns.

## Autour de l'album
- Toutes les chansons sont signées Tom Keifer.
- Au Japon, certaines éditions comprennent le titre bonus In From The Outside (live).
- En face B du single Somebody Save Me se trouvait le morceau inédit Galaxy Blues (live), une jam improvisée chaque soir en concert.
- C'est Jon Bon Jovi qui a donné la démo de Cinderella au responsable Derek Shulman, à Polygram.
- Le groupe avait une quarantaine de chansons avant de réaliser ce disque. Ces démos inédites sont disponibles sur le double album bootleg Fox On The Run. Les titres Talk Is Cheap et Freewheelin' seront utilisés en 1994 sur Still Climbing.

## Liste des titres
- Toutes les chansons sont signées Tom Keifer

1. "Night Songs" - 4:03
2. "Shake Me" - 3:44
3. "Nobody's Fool" - 4:49
4. "Nothin' for Nothin'" - 3:33
5. "Once Around the Ride" - 3:22
6. "Hell on Wheels" - 2:49
7. "Somebody Save Me" - 3:16
8. "In from the Outside" - 4:07
9. "Push Push" - 2:52
10. "Back Home Again" - 3:30

## Le groupe
- Tom Keifer - chant, guitares, piano
- Jeff LaBar - guitare, chœurs
- Eric Brittingham - basse, chœurs
- Fred Coury - batterie

Musiciens additionnels
- Jon Bon Jovi - chœurs sur "Nothing for Nothin" & "In From the Outside"
- Bill Mattson - chœurs sur "Shake Me"
- Barry Benadetta - guitare solo sur "Nothin' for Nothin'", "Push, Push" et "Back Home Again"
- Tony Mills - chœurs
- Jeff Paris - claviers
- Jody Cortez - batterie sur tous les titres

## Charts & certifications
| Pays       | Durée du classement | Meilleur classement |
| ---------- | ------------------- | ------------------- |
| Canada     | 27 semaines         | 15e                 |
| États-Unis | 70 semaines         | 3e                  |

| Pays       | Certification | Ventes      | Date       |
| ---------- | ------------- | ----------- | ---------- |
| Canada     | Platine       | 100 000 +   | 21/01/1987 |
| États-Unis | 3 × Platine   | 3 000 000 + | 28/05/1991 |

| Année | Single           | Hot 100 | Mainstream Rock | OCC |
| ----- | ---------------- | ------- | --------------- | --- |
| 1986  | Shake Me         | —       | —               | 98  |
| 1986  | Nobody's Fool    | 13      | 25              | —   |
| 1987  | Somebody Save Me | 66      | 37              | —   |